# Schmerzgedächtnis
Das Schmerzgedächtnis vergleicht den akuten Schmerz mit gespeicherten Schmerzerfahrungen und nimmt daraufhin eine Bewertung vor. Verhalten und Reaktionen auf Schmerz haben Konsequenzen, die die Auftrittwahrscheinlichkeit beeinflussen.
Intensive, wiederholte oder länger andauernde Schmerzen verändern, wie alle anderen Lebenserfahrungen auch, in den Nervenzellen des Gehirns die Aktivität von Genen. Infolgedessen kommt es zu Veränderungen von Verschaltungen (Synapsen) und zum Umbau von Nervenzell-Netzwerken.
Das Schmerzgedächtnis wird unterschieden als:
- explizites Gedächtnis: Erinnerungen an die Art und Intensität vergangener Schmerzen sind eher ungenau.
- implizites assoziatives Gedächtnis: Für die Entstehung werden klassische und operante Konditionierungsprozesse angenommen
- implizites nicht-assoziatives Gedächtnis: Für die Entstehung wird angenommen, dass es bei wiederholter Schmerzreizung zu einer peripheren Sensitivierung (peripheres Schmerzgedächtnis) und einer zentralen Sensitivierung (zentrales Schmerzgedächtnis) kommt. Das sei eine Eigenheit des nozizeptiven Systems, zumal es sonst bei wiederholter Präsentation von Sinnesreizen oft zu einer Habituation kommt.